# Mr. Morale & the Big Steppers
Mr. Morale & the Big Steppers ist das fünfte Studioalbum des US-amerikanischen Rappers Kendrick Lamar. Es erschien am 13. Mai 2022 über die Labels Top Dawg, Aftermath Entertainment und Interscope Records.

## Produktion
An der Produktion des Albums war eine Vielzahl verschiedener Musikproduzenten beteiligt, darunter Kendrick Lamar selbst sowie Sounwave, Pharrell Williams, The Alchemist, DJ Khalil, Baby Keem, DJ Dahi und J. Lbs.

## Covergestaltung
Das Albumcover zeigt Kendrick Lamar, der dem Betrachter den Rücken zuwendet und ein Kind auf dem Arm hat, während in seinem Hosenbund eine Pistole steckt. Vor ihm steht ein Bett, auf dem eine Frau sitzt, die ebenfalls ein Kind im Arm hat. Auf Schriftzüge wurde verzichtet.

## Gastbeiträge
Auf acht der 18 Lieder des Albums treten neben Kendrick Lamar weitere Künstler in Erscheinung. So sind der Rapper Blxst und die Sängerin Amanda Reifer auf Die Hard zu hören, während Sampha einen Gastauftritt im Song Father Time hat. We Cry Together ist eine Kollaboration mit der Sängerin Taylour Paige. Die Sängerin Summer Walker und der Rapper Ghostface Killah sind auf Purple Hearts vertreten, und bei Silent Hill wird Kendrick Lamar von Kodak Black unterstützt. Zudem sind Baby Keem und Sam Dew auf Savior vertreten, während Kendrick Lamar auf Mr. Morale mit dem Rapper Tanna Leone zusammenarbeitet. Ein weiterer Gastbeitrag stammt von Beth Gibbons, die auf Mother I Sober zu hören ist. Außerdem tritt der Autor Eckhart Tolle auf mehreren Liedern in Erscheinung.

## Titelliste
| #  | Titel              | Gastmusiker                     | Produzenten                                                              | Länge |
| -- | ------------------ | ------------------------------- | ------------------------------------------------------------------------ | ----- |
| 1  | United in Grief    |                                 | Kendrick Lamar, Sounwave, J. Lbs, Duval Timothy                          | 4:15  |
| 2  | N95                |                                 | Boi-1da, Sounwave, Jahaan Sweet                                          | 3:16  |
| 3  | Worldwide Steppers |                                 | Sounwave, Tae Beast                                                      | 3:23  |
| 4  | Die Hard           | Blxst, Amanda Reifer            | Sounwave, DJ Dahi, Baby Keem, J. Lbs, FnZ (Co)                           | 3:59  |
| 5  | Father Time        | Sampha                          | Sounwave, DJ Dahi, Beach Noise, Bekon, Duval Timothy, Grandmaster Vic    | 3:42  |
| 6  | Rich (Interlude)   |                                 | Duval Timothy                                                            | 1:45  |
| 7  | Rich Spirit        |                                 | Sounwave, DJ Dahi, Frano Huett                                           | 3:22  |
| 8  | We Cry Together    | Taylour Paige                   | The Alchemist, J. Lbs (Co)                                               | 5:41  |
| 9  | Purple Hearts      | Summer Walker, Ghostface Killah | Sounwave, DJ Khalil                                                      | 5:29  |
| 10 | Count Me Out       |                                 | Kendrick Lamar, Sounwave, DJ Dahi, J. Lbs                                | 4:44  |
| 11 | Crown              |                                 | Duval Timothy                                                            | 4:24  |
| 12 | Silent Hill        | Kodak Black                     | Boi-1da, Sounwave, Jahaan Sweet                                          | 3:41  |
| 13 | Savior (Interlude) |                                 | Kendrick Lamar, Sounwave, J. Lbs                                         | 2:33  |
| 14 | Savior             | Baby Keem, Sam Dew              | Cardo, J. Lbs, Sounwave, Kendrick Lamar, Mario Luciano (Co), Rascal (Co) | 3:44  |
| 15 | Auntie Diaries     |                                 | Bekon, The Donuts, Craig Balmoris                                        | 4:41  |
| 16 | Mr. Morale         | Tanna Leone                     | Pharrell Williams                                                        | 3:31  |
| 17 | Mother I Sober     | Beth Gibbons                    | Sounwave, Bekon, J. Lbs, Timothy Maxey                                   | 6:47  |
| 18 | Mirror             |                                 | Sounwave, DJ Dahi, Bekon, The Donuts                                     | 4:16  |

## Rezeption

### Kriktiken
Mr. Morale & the Big Steppers wurde von professionellen Kritikern überwiegend sehr positiv bewertet. Die Seite Metacritic errechnete aus 26 Bewertungen englischsprachiger Medien einen Schnitt von 85 %.
Kay Schier von laut.de bewertete Mr. Morale & the Big Steppers mit fünf von fünf Punkten. Der Rapper sei „sehr darauf bedacht, mit den Erwartungen zu brechen, die die Weltgemeinschaft, und das meint natürlich in erster Linie die Bevölkerung der USA, über die letzten fünf Jahre im Hinblick auf das neue Kendrick Lamar-Album aufgebaut hat.“ Das Album zeige „Kendrick Lamar, wie er sich ernsthaft Mühe gibt. Es ist in der selben Art bescheiden, wie ein Denkmal bescheiden bleibt, wenn jemand dagegen pisst. Sein Größenwahn ist sehr zärtlich. Ich glaube, dass die allermeisten hierin etwas finden werden, was sie ankotzt, und etwas, das sie berührt. Man sollte es hören.“

### Preise
Mr. Morale & the Big Steppers wurde bei den Grammy Awards 2023 in der Kategorie Best Rap Album ausgezeichnet, was Kendrick Lamar auch schon mit seinen Vorgängeralben To Pimp a Butterfly und Damn gelang.

## Kommerzieller Erfolg

### Chartplatzierungen und Singles
Mr. Morale & the Big Steppers stieg am 20. Mai 2022 auf Platz acht in die deutschen Albumcharts ein und erreichte am 2. September mit Rang drei die höchste Position. Insgesamt konnte es sich 22 Wochen in den Top 100 platzieren. In den deutschen Hip-Hop-Charts erreichte das Album in der Chartwoche vom 20. Mai 2022 die Chartspitze. Darüber hinaus erreichte es unter anderem die Chartspitze in den Vereinigten Staaten, den Niederlanden, Schweden, Norwegen, Finnland, Dänemark, Australien und Neuseeland.
| ChartsChartplatzierungen       | Höchstplatzierung | Wochen |
| ------------------------------ | ----------------- | ------ |
| Deutschland (GfK)              | 3 (22 Wo.)        | 22     |
| Österreich (Ö3)                | 2 (13 Wo.)        | 13     |
| Schweiz (IFPI)                 | 2 (37 Wo.)        | 37     |
| Vereinigte Staaten (Billboard) | 1 (70 Wo.)        | 70     |
| Vereinigtes Königreich (OCC)   | 2 (37 Wo.)        | 37     |

| ChartsJahrescharts (2022)      | Platzierung |
| ------------------------------ | ----------- |
| Deutschland (GfK)              | 75          |
| Österreich (Ö3)                | 65          |
| Schweiz (IFPI)                 | 22          |
| Vereinigte Staaten (Billboard) | 17          |
| Vereinigtes Königreich (OCC)   | 36          |

| ChartsJahrescharts (2023)      | Platzierung |
| ------------------------------ | ----------- |
| Vereinigte Staaten (Billboard) | 88          |

Erst eine Woche nach Albumveröffentlichung wurde der Song N95 als erste Single ausgekoppelt und erreichte Platz drei in den Vereinigten Staaten. Die zweite Auskopplung Silent Hill wurde am 31. Mai veröffentlicht und belegte Rang sieben der US-Charts. Am 9. August 2022 erschien die dritte Single Die Hard, die Position fünf in den USA erreichte. Bereits nach Albumveröffentlichung stiegen sämtliche darauf enthaltenen Songs in die US-amerikanischen Singlecharts ein.

### Auszeichnungen für Musikverkäufe
Für mehr als 100.000 verkaufte Einheiten erhielt das Album im Vereinigten Königreich eine Goldene Schallplatte.
| Land/Region                  | Auszeichnungen für Musikverkäufe (Land/Region, Auszeichnung, Verkäufe) | Verkäufe |
| ---------------------------- | ---------------------------------------------------------------------- | -------- |
| Australien (ARIA)            | Gold                                                                   | 35.000   |
| Brasilien (PMB)              | Platin                                                                 | 40.000   |
| Dänemark (IFPI)              | Platin                                                                 | 20.000   |
| Frankreich (SNEP)            | Gold                                                                   | 50.000   |
| Italien (FIMI)               | Gold                                                                   | 25.000   |
| Neuseeland (RMNZ)            | Platin                                                                 | 15.000   |
| Österreich (IFPI)            | Gold                                                                   | 7.500    |
| Polen (ZPAV)                 | Platin                                                                 | 20.000   |
| Vereinigte Staaten (RIAA)    | —                                                                      | 295.000  |
| Vereinigtes Königreich (BPI) | Gold                                                                   | 100.000  |
| Insgesamt                    | 5× Gold · 4× Platin ·                                                  | 607.500  |

Hauptartikel: Kendrick Lamar/Auszeichnungen für Musikverkäufe